# Dorogoj dlinnoju
Dorogoj dlinnoju in russo Дорогой длинною?, dorogoj dlinnoju, "La lunga strada" è un brano musicale composto da Boris Fomin, l'autore del testo è Konstantin Podrevskij. Il brano è conosciuto internazionalmente anche con il titolo in lingua inglese Those Were the Days.

## Il brano
È una romanza russa tradizionale di musica gitana, registrata per la prima volta da Aleksandr Vertinskij nel 1926, che è stata poi tradotta in diverse lingue riscuotendo un notevole successo internazionale in particolare nelle versioni di Ivan Rebroff, Mary Hopkin, Dalida e Gigliola Cinquetti.

## Cover
- La cantante britannica Mary Hopkin ne ha eseguita una versione in lingua inglese nel 1968, intitolata Those Were the Days, pubblicata come singolo di debutto, prodotto da Paul McCartney su arrangiamento di Richard Hewson, su etichetta Apple Records. Il singolo raggiunse il numero uno nella UK Singles Chart e nelle classifiche canadesi RPM. La canzone si è inoltre posizionata al numero due della Billboard Hot 100, dietro Hey Jude dei Beatles. Successivamente il brano è stato incluso nella versione per il mercato statunitense dell'album di debutto della cantante Post Card.
- Nello stesso anno, la cantante britannica Sandie Shaw, ne canta una versione in italiano intitolata Quelli erano giorni, pubblicata come title track nel singolo Quelli erano giorni/Com'è bella la sera su etichetta RCA Victor.[1].
- La cantante giapponese Mari Amachi, ne canta una versione dal vivo, poi pubblicata nell'album Amachi Mari On Stage del 1974.